# Малкин, Залман Израилевич
За́лман Изра́илевич Ма́лкин (9 апреля 1897 — 2 декабря 1980) — советский терапевт, доктор медицинских наук, профессор, Заслуженный деятель науки Татарской АССР.

## Биография
Залман Малкин родился 9 апреля 1897 года в городе Сураж Витебской губернии в семье учителя. В 1914 году окончил Самарское реальное училище. В 1916 году поступил на медицинский факультет Казанского университета. В 1921 году окончил университет и был оставлен ординатором при факультетской терапевтической клинике, руководимой М. Н. Чебоксаровым. В 1924—1932 годах работал в этой клинике ассистентом, приват-доцентом и доцентом. В 1926 году защитил докторскую диссертацию на тему «К учению о неспецифической терапии». В 1932 году стал заведующим вновь организованной кафедрой терапии санитарно-гигиенического факультета Казанского государственного медицинского института. В марте того же года возглавил факультетскую терапевтическую клинику КГМИ и руководил ей до 1969 года. В 1938—1944 также заведовал кафедрой терапии Казанского стоматологического института. В 1969 году назначен на должность научного консультанта кафедры терапии. В 1973 году вышел на пенсию.

## Научные труды
Опубликовал около 100 научных статей и монографию. Статьи посвящены изучению ревматизма, язвенной болезни, легочной патологии, циррозов печени, действия витаминов. В 1925 году благодаря исследованиям, которые он провёл вместе со своим учителем М. Н. Чебоксаровым, был установлен принцип ауторегуляции во взаимодействии между гормонами надпочечников и поджелудочной железы. Под руководством Малкина было защищено 5 докторских и 25 кандидатских диссертаций.

## Награды
Награждён орденами Ленина, Красной Звезды и медалями.

## Семья
Сын — физик Борис Залманович Малкин (род. 1939).

## Сочинения
- Терапевтические очерки. — Казань : Татгосиздат, Ред. науч.-техн. лит., 1952. — 243 с.